# Бунякинский сельский совет
Бунякинский сельский совет (укр. Бунякинська сільська рада) — входит в состав
Путивльского района
Сумской области
Украины.
Административный центр сельского совета находится в 
с. Бунякино
.

## Населённые пункты совета
- с. Бунякино
- с. Бруски
- с. Бывалино
- с. Горки